# 伊奢那跋摩一世
伊奢那跋摩一世（Isnaarman I，活跃于7世纪初叶）真腊帝国的统治者。在他统治时期，真腊国家处于整体国力稳步上升的态势。
伊奢那跋摩一世原名伊奢那先，是真腊帝国的开国者之一摩诃因陀罗跋摩的儿子。他积极扩张真腊国土。伊奢那跋摩征服了森河流域的婆罗阿迭补罗（一个城邦国家），随即在森河河畔建立了一座以他的名字命名的城市伊奢那城，并将之作为真腊帝国的新都城。在伊奢那跋摩一世统治时期，该城十分繁华，据说拥有两万户居民。
伊奢那跋摩一世逐步向西推进真腊帝国的边境线。他先后征服了查克朗加补罗、阿牟迦补罗和毗摩补罗诸城邦。他推行侵略性政策的基石是一支极为庞大的军队：据记载这支军队包括5000头战象。仰仗这支军队，伊奢那跋摩一世使真腊在中南半岛上处于支配地位。
在和平外交方面，伊奢那跋摩一世较为稳健。他与中南半岛上一些较为强大的国家保持良好关系，尤其是与林邑。伊奢那跋摩本人与林邑公主结婚，后来又把自己的一个女儿嫁给了一位林邑亲王。这位真腊公主的儿子后来于653年继承了林邑的王位（即毗建陀跋摩一世）。
到伊奢那跋摩一世去世时，真腊已成为威震东南亚的国家。
| 前任： 摩诃因陀罗跋摩 | 柬埔寨君主列表 | 继任： 拔婆跋摩二世 |